# Músculo oblicuo externo del abdomen
El músculo oblicuo externo del abdomen ([TA]: Musculus obliquus externus abdominis) es un músculo que se encuentra en la parte anterolateral del abdomen, ancho, par, irregularmente cuadrilátero, constituido por una porción carnosa y otra aponeurótica.
Se origina por arriba en la cara externa y borde inferior de las ocho últimas costillas, por abajo se inserta mediante la aponeurosis en la cresta ilíaca, borde anterior del coxal, el pubis y la línea blanca.
Se origina en la cara externa de las 8 últimas costillas, de allí se dirige hacia el borde superior de la cresta ilíaca, y hasta los tercios anteriores de la espina ilíaca anterosuperior. De aquí se va hacia la línea media, donde está la aponeurosis del oblicuo mayor (la cual se inserta en el apéndice xifoides y llega hasta la sínfisis pubiana), se cruza con la aponeurosis del lado opuesto y forman la “línea alba”. Otra de las inserciones que tiene el oblicuo mayor es a nivel del borde anterior del hueso coxal en la ingle donde forma por medio de fibras aponeuróticas el arco crural o arco femoral (ligamento inguinal).
Lo inervan los nervios intercostales inferiores y abdominales.
Actúa reprimiendo las costillas, los oblicuos flexionan el tronco y deprimen la pared abdominal. Cuando se inmoviliza el tórax, flexionan la pelvis sobre el raquis. Si uno de los músculos se contrae aisladamente, inclina el tronco hacia ese lado, dándole un movimiento de torsión. Mantiene el tronco recto cuando el brazo opuesto eleva una carga.
Morfológicamente, el oblicuo mayor, muy delgado en su parte craneal, modela exactamente la caja torácica dejando ver los relieves costales, las depresiones intercostales o el relieve del borde costal.